# 유어 러브 송
유어 러브 송(你的情歌, Your Love Song)은 타이완에서 제작된 앤드류 첸 감독의 2020년 멜로/로맨스, 드라마, 뮤지컬 영화이다. 가가연 등이 주연으로 출연하였다. 2020년 1월 23일 타이완에서 개봉하였다.

## 출연

### 주연
- 가가연
- 부맹백
- 이슨 시에

## 사운드트랙
1. 新出發 New Start
2. HELLO&GOODBYE（演唱：閻奕格）
3. 你的情歌 Your Love Song（演唱：TANK呂建中）
4. 交換秘密 Exchange the Secrets
5. 半首之舞 The Dance of Half a Song
6. 美麗新世界 Genesis（演唱：七月男孩）
7. 白雪公主的幸福秘密 Snow White’s Secrets of Happiness
8. 阿東的眼淚 Dongshou’s Tears
9. 漂亮的眼睛 Beautiful Eyes
10. 月光 Moonlight（演唱：七月男孩）
11. 不期而遇 Encounter
12. 回程 Return Trip
13. BETTER（演唱：謝博安）
14. 時間軸 Time Axis